# ليندا بوشارد
ليندا بوشارد هي موزعة وملحنة كندية، ولدت في 21 مايو 1957 في مونتريال في كندا.

## وصلات خارجية
- الموقع الرسمي
- ليندا بوشارد على موقع ميوزك برينز (الإنجليزية)
- ليندا بوشارد على موقع أول ميوزيك (الإنجليزية)
- ليندا بوشارد على موقع ديسكوغز (الإنجليزية)